# Medalha "Por Transformar a Terra Não Negra da RSFSR"

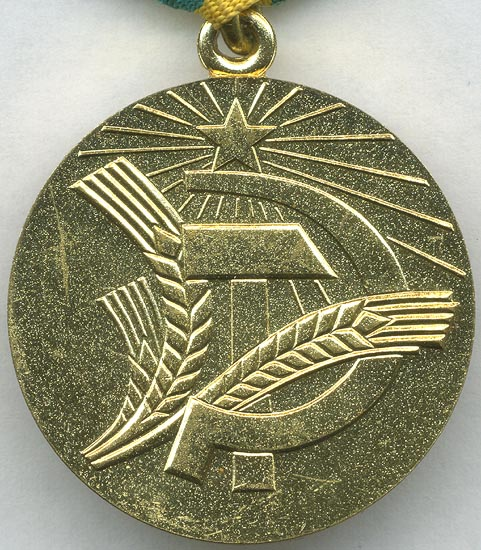
Inverso da Medalha "Por Transformar a Terra Não Negra da RSFSR"

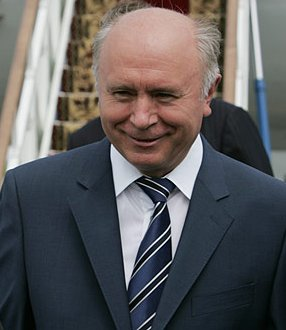
Nikolay Merkushkin, primeiro chefe da República da Mordóvia e ganhador da Medalha "Por Transformar a Terra Não Negra da RSFSR"

A Medalha "Por Transformar a Terra Não Negra da RSFSR" (em russo:  Медаль «За преобразование Нечерноземья РСФСР», tr. Medal "Za preobrazovanie Nechernozem'ya RSFSR") foi um prêmio civil da União Soviética estabelecido em 30 de Setembro de 1977 por Decreto do Presidium do Soviete Supremo da URSS para reconhecer três anos de trabalho dedicado ao desenvolvimento da agricultura soviética nas regiões de terra não-negra da República Socialista Federativa Soviética Russa . O estatuto da medalha foi alterado em 18 de julho de 1980 por decreto do Presidium do Soviete Supremo da URSS № 2523-X.

## Estatuto da medalha
A Medalha "Pela Transformação da Terra Não-Negra da RSFSR" foi concedida aos trabalhadores, agricultores e funcionários que tiveram impacto no trabalho de implementação do programa a longo prazo relacionado ao desenvolvimento da agricultura da zona de terra não-negra da República Socialista Federativa Soviética Russa, e que tenham trabalhado, em regra, pelo menos três anos neste setor, e que estejam localizados em fazendas estatais ou coletivas, ou trabalhem em empresas, organizações ou instituições cujas atividades estejam diretamente relacionadas à transformação de terra não-negra.
As recomendações para a concessão da Medalha "Pela Transformação da Terra Não-Negra da RSFSR" foram feitas pelos líderes administrativos de empresas, instituições, organizações, conselhos de fazendas coletivas, partidos, sindicatos e grupos de trabalho das organizações Komsomol e destinadas ao comissão executiva do Conselho Distrital ou Municipal de Representantes do Povo para revisão. Os nomes dos receptores foram então encaminhados à comissão executiva do Soviete Regional dos Representantes do Povo do Soviete Supremo da república autônoma, que, após consideração final, concedeu a medalha em nome do Presidium do Soviete Supremo da RSFSR nas comunidades dos destinatários.
A Medalha "Pela Transformação da Terra Não Negra da RSFSR" foi utilizada ao lado esquerdo do peito, também na presença de outras medalhas da URSS, imediatamente após a Medalha "Pela Construção da Ferrovia Baikal-Amur". Se usado na presença de prêmios da Federação Russa, os últimos têm preferência.
Cada medalha vinha com um atestado de premiação, esse atestado vinha na forma de um livreto de papelão de 8cm por 11cm com o nome da premiação, os dados do premiado e um carimbo oficial com assinatura no interior.

## Descrição da medalha
A Medalha "Por Transformar a Terra Não-Negra da RSFSR" foi uma medalha circular de 32 mm de diâmetro cunhada em tambaque. No anverso, na metade direita, a imagem em relevo de um trator puxando um arado por um campo abaixo de um Sol nascente sobre uma linha distante de árvores; à esquerda as imagens em relevo de celeiros, silos de grãos e torres de transmissão de energia; ao longo da circunferência inferior da medalha, a inscrição em relevo "Para transformar a Terra Não Negra da RSFSR" ( em russo:  «За преобразование Нечерноземья РСФСР» ), ao longo da circunferência superior esquerda, uma panícula de trigo; o anverso tinha uma um aro elevado. No inverso, ao centro, a imagem relevada da foice e do martelo com espigas de trigo abaixo de uma estrela relevada de cinco pontas emitindo raios.
A Medalha "Por Transformar a Terra Não-Negra da RSFSR" foi presa a uma montagem pentagonal soviética padrão por um anel através do laço de suspensão da medalha. O monte foi coberto por uma fita moiré de seda verde de 24mm, sobreposta de listras bordas amarelas de 2 mm de largura e uma faixa azul central de 6mm.

## Destinatários (lista parcial)
Os indivíduos abaixo receberam a Medalha "Por Transformar a Terra Não-Negra da RSFSR":
- 1º Líder da República da Mordóvia Nikolay Ivanovich Merkushkin[4]
- Ex-líder da região de Bryansk, Vladimir Aleksandrovich Barabanov[5]
- Diretor da fazenda Cherevkovsky, Yuri Arsent'evich Bareshkin[5]
- Agricultora Valentina Dimitrieva[6]
- Político e empresário Petr Anatol'evich Karpov[5]
- Doutor Leonid Vladimirovich Ponomarev[7]
- Vladimir Grigor'evich Matrosov[8]
- Aleksandr Vasil'evich Gruzdev[9]
- Nikolai Dmitrievich Belousov[10]
- Viktor Alekseevich Vlasov[10]
- Aleksandr Nikolaevich Surin[11]

- Ordens, condecorações e medalhas da União Soviética